# Great Western Valkyrie
Great Western Valkyrie è il quarto album in studio del gruppo rock statunitense Rival Sons, pubblicato nel 2014.

## Tracce
1. Electric Man (Take You to the Sugar Shack) – 3:20
2. Good Luck (It's Going to Hurt Right Now) – 3:18
3. Secret (Just Bring Me a Jar Full of Shine) – 4:41
4. Play the Fool (The Way That Girls Talk) – 3:18
5. Good Things (Boy with a Bomb in His Jacket) – 5:56
6. Open My Eyes (Folding Like a Jack Knife) – 3:56
7. Rich and the Poor (Her Teeth Bound by Braces) – 5:15
8. Belle Starr (The Gem Inside Sparkles Yet) – 4:35
9. Where I've Been (The Habit Wasn't Cheap) – 6:18
10. Destination on Course (Slipped from the Rail) – 7:06

Tracce bonus
1. Too Much Love – 3:45
2. My Nature – 4:32
3. Torture (Live in Gothenburg) – 6:30
4. Wild Animal (Live in Gothenburg) – 3:46
5. Manifest Destiny, Part 2 (Live in Gothenburg) – 5:20